# 1984年夏季残疾人奥林匹克运动会南斯拉夫代表团
1984年夏季残疾人奥林匹克运动会南斯拉夫代表团是南斯拉夫派出的1984年夏季残疾人奥林匹克运动会代表团。获得11枚金牌、10枚银牌和11枚铜牌。